# Грчка на Светском првенству у атлетици на отвореном 2013.
Грчка је на 14. Светском првенству у атлетици на отвореном 2013. одржаном у Москви од 10. до 18. августа, учествовала четрнаести пут, односно учествовала је на свим првенствима до данас. Репрезентацију Грчке је представљало седамнаест учесника (8 мушкараца и 9 жена) који су се такмичили у 15 дисциплина (8 мушких и 7 женских).,
На овом првенству Грчка није освојила ниједну медаљу, али је остварила један  лични рекорд и пет најбоља лична резултата сезоне. 

## Учесници
| Мушкарци: - Ликургос-Стефанос Цаконас — 200 м - Костадинос Дувалидис — 110 м препоне - Александрос Папамихаил — Ходање 20 км, Ходање 50 км - Костадинос Баниотис — Скок увис - Адонис Масторас — Скок увис - Костадинос Филипидис — Скок мотком - Луис Цатумас — Скок удаљ - Димитриос Цијамис — Троскок | Жене: - Марија Белибаски — 200 м - Калиопи Астропекаки — Маратон - Антигони Дрисбиоти — Ходање 20 км - Антонија Стергу — Скок увис - Николета Киријакопулу — Скок мотком - Стела-Иро Ледаки — Скок мотком - Атанасија Пера — Троскок - Ники Панета — Троскок - Софија Ифантиду — Седмобој |  |

## Резултати

### Мушкарци
| Атлетичар                 | Дисциплина    | Лични рекорд        | Квалификације  | Квалификације  | Полуфинале           | Полуфинале           | Финале               | Финале       | Детаљи |
| Атлетичар                 | Дисциплина    | Лични рекорд        | Резултат       | Место          | Резултат             | Место                | Резултат             | Место        | Детаљи |
| ------------------------- | ------------- | ------------------- | -------------- | -------------- | -------------------- | -------------------- | -------------------- | ------------ | ------ |
| Ликургос-Стефанос Цаконас | 200 м         | 20,45               | 20,55 кв       | 4. у гр. 1     | 20,56                | 5. у гр. 3           | Није се квалификовао | 17 / 55 (56) |        |
| Костадинос Дувалидис      | 110 м препоне | 13,34 (+1.4 м/с) НР | 13,55          | 5. у гр. 4     | Није се квалификовао | Није се квалификовао | Није се квалификовао | 9 / 33 (34)  |        |
| Александрос Папамихаил    | 20 км ходање  | 1:21:12 НР          |                |                |                      |                      | 1:23:48 ЛРС          | 16 / 52 (64) |        |
| Александрос Папамихаил    | 50 км ходање  | 3:49:56 НР          | Није стартовао | Није стартовао |                      |                      |                      |              |        |
| Костадинос Баниотис       | Скок увис     | 2,34                | 2,26 кв        | 5. у гр. А     |                      |                      | 2,25                 | 10 / 25 (27) |        |
| Адонис Масторас           | Скок увис     | 2,26                | 2,26           | 6. у гр. Б     | Није се квалификовао | 13 / 25 (27)         |                      |              |        |
| Костадинос Филипидис      | Скок мотком   | 5,82 НР             | 5,55 кв        | 2. у гр. А     | 5,65                 | 10 / 33 (40)         |                      |              |        |
| Луис Цатумас              | Скок удаљ     | 8,66 (+1.6 м/с) НР  | 8,00 кв        | 2. у гр. А     | 7,98                 | 10 / 28 (29)         |                      |              |        |
| Димитриос Цијамис         | Троскок       | 17,55 (+0.8 м/с) НР | 16,69кв        | 7. у гр. Б     | 16,66                | 10 / 20 (22)         |                      |              |        |

### Жене
| Атлетичарка           | Дисциплина   | Лични рекорд | Квалификације | Квалификације | Полуфинале            | Полуфинале            | Финале                | Финале       | Детаљи |
| Атлетичарка           | Дисциплина   | Лични рекорд | Резултат      | Место         | Резултат              | Место                 | Резултат              | Место        | Детаљи |
| --------------------- | ------------ | ------------ | ------------- | ------------- | --------------------- | --------------------- | --------------------- | ------------ | ------ |
| Марија Белибаски      | 200 м        | 23,18        | 23,41 КВ      | 3. у гр. 3    | 23,46                 | 6. у гр. 1            | Није се квалификовала | 22 / 46 (50) |        |
| Калиопи Астропекаки   | Маратон      | 2:38:27      |               |               |                       |                       | 2:47:12               | 22 / 46 (50) |        |
| Антигони Дрисбиоти    | 20 км ходање | 1:34:37      | 1:33:42 ЛР    | 31 / 56 (62)  |                       |                       |                       |              |        |
| Антонија Стергу       | Скок увис    | 1,97         | 1,83          | 9. у гр. Б    |                       |                       | Нису се квалификовале | 20 / 27      |        |
| Николета Киријакопулу | Скок мотком  | 4,71 НР      | 4,45          | 8. у гр. А    | 13 / 19 (22)          |                       | Нису се квалификовале |              |        |
| Стела-Иро Ледаки      | Скок мотком  | 4,50         | Без пласмана  | Без пласмана  | Није се квалификовала | Није се квалификовала |                       |              |        |
| Атанасија Пера        | Троскок      | 14,71        | 13,92 кв      | 6. у гр. Б    | 13,75                 | 12 / 21               |                       |              |        |
| Ники Панета           | Троскок      | 14,55        | 13,69         | 8. у гр. А    | Није се квалификовала | 15 / 21               |                       |              |        |

#### Седмобој
| Дисциплина    | Софија Ифантиду | Софија Ифантиду | Софија Ифантиду | Софија Ифантиду | Софија Ифантиду | Софија Ифантиду |
| Дисциплина    | Лич. рек.       | Резултат        | Бод.            | Плас.           | Укупно          | Плас.           |
| ------------- | --------------- | --------------- | --------------- | --------------- | --------------- | --------------- |
| 100 м препоне | 13,54           | 13,93           | 988             | 22              |                 |                 |
| Скок увис     | 1,72            | 1,65            | 795             | 31              | 1.783           | 32              |
| Бацање кугле  | 13,36           | 12,89           | 720             | 19              | 2.503           | 30              |
| 200 м         | 24,65           | 25,94 ЛРС       | 802             | 31              | 3.305           | 30              |
| Скок удаљ     | 6,14            | 5,85            | 804             | 21              | 4.109           | 31              |
| Бацање копља  | 56,96           | 53,66           | 931             | 1               | 5.040           | 23              |
| 800 м         | 2:16,75         | 2:17,74 ЛРС     | 854             | 24              |                 |                 |
| Седмобој      | 6.109           |                 |                 |                 | 5.894 ЛРС       | 23              |